# Figoni et Falaschi

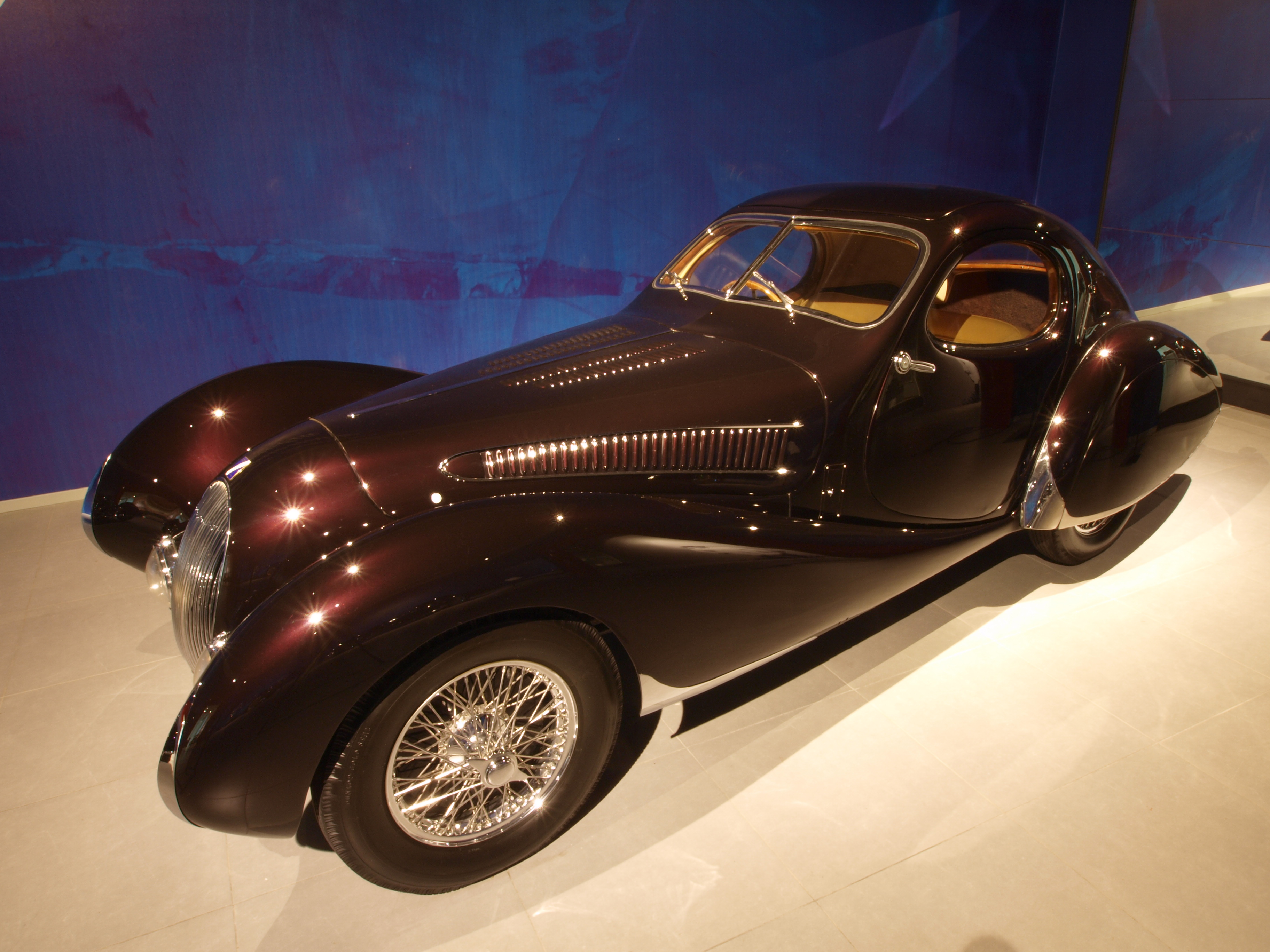
Talbot Lago T150 SS. Cupé con carrocería en forma de lágrima, por Figoni et Falaschi (1937).

Figoni et Falaschi fue una firma carrocera francesa, conocida por las elegantes formas de sus realizaciones automovilísticas, comercializadas entre 1930 y 1950. Los diseños eran obra de Giuseppe Figoni, mientras que su socio Ovidio Falaschi se ocupaba de gestionar el negocio.

## Primeros tiempos: Figoni
Giuseppe Figoni nació en 1894 en Farini, Italia. Cuando todavía era un niño, su familia se instaló en París, donde con 14 años de edad comenzó a trabajar como aprendiz con un constructor de carruajes, hasta que tuvo que dejarlo para luchar en la Primera Guerra Mundial. A su regreso, pasó a ser dueño de su propio negocio, Carrosserie Automobilie (situado en Boulogne-Billancourt), donde se ganó una merecida reputación por sus atractivas y funcionales carrocerías. Ya por 1925 construía carrocerías personalizadas para una gran variedad de chasis, incluyendo Delahaye, Bugatti, Renault, Delage, Panhard y Alfa Romeo, utilizando la marca Figoni. También fabricó diseños aerodinámicos para coches de carreras, incluyendo el Alfa Romeo 8C 2300 Le Mans que ganó las 24 Horas de Le Mans entre 1932 y 1934, y el Delahaye Tipo 138 18CV Speciale, que batió un récord de resistencia sobre 48 horas en Montlhéry en 1934. Sin embargo, sus diseños durante este periodo eran todavía convencionales, comparados con el estilo distintivo desarrollado más adelante por Figoni et Falaschi.
En 1935, Figoni incorporó como su socio al empresario italiano Ovidio Falaschi, fundando Figoni et Falaschi. La capacidad de Falaschi para manejar las finanzas y la administración de la sociedad permitió a Figoni concentrarse en sus diseños, que llegaron a adquirir carácter emblemático como símbolos del espíritu de una época.
En 1936, el cupé Delahaye 135, encargado a Figoni et Falaschi por el piloto de carreras francés Albert Perrot, fue exhibido en el Salón del Automóvil de París por la Condesa de la Saint Amour de Chanaz, entre grandes aclamaciones. A este modelo le siguió el Talbot-Lago T150C SS Teardrop Cupé, encargado por Antonio Lago como parte de su relanzamiento de la marca Talbot. Uno de estos coches, propiedad de Brooks Stevens, fue vendido por 3.535.000 dólares por Christie's en la subasta del Concurso de Elegancia de Pebble Beach en agosto de 2005; otro ejemplar alcanzó 3.905.000 dólares en la subasta organizada por Gooding & Company en el Concurso Internacional de Elegancia de Palm Beach en enero de 2006, donde fue unánimemente votado como "El Mejor del Certamen"; y un tercer coche llegó a 4.620.000 de dólares en la subasta de Sports & Classics de Monterrey del Concurso Pebble Beach, subasta organizada por RM Auctions en agosto de 2010.

### Características de diseño
Algo habitual en aquellos años, Figoni estuvo fuertemente influido por los avances en el diseño de aeronaves y en aerodinámica, plasmados en el distintivo estilo italiano denominado goccia d'acqua o goutte d'eau en francés (gota de agua o lágrima), utilizando siluetas elípticas y envolventes (carrocerías pontón con forma de lágrima), lo que confirió a sus diseños su grácil fluidez característica y una sensación de movimiento inherente. En la búsqueda de formas simultáneamente aerodinámicas y funcionales, utilizó faldones laterales para cubrir tanto las aperturas de las ruedas traseras, como a menudo también las de las ruedas delanteras. Los parabrisas se diseñaban inclinados hacia atrás; y luces, mangos de puerta, etc. se integraban en la carrocería. Figoni diseñó y patentó techos escamoteables y techos solares, de modo que sus roadsters y descapotable evitaban el estorbo de la parte superior plegada junto al habitáculo. Adornos sobre el capó cromados y molduras reforzaban las líneas aerodinámicas de sus diseños.
Figoni utilizó lacas de nitrocelulosa para pintar sus coches en colores brillantes y metálicos, a menudo con dos o tres colores en diseños que fluían con las líneas de la carrocería. Los salpicaderos estaban hechos de maderas nobles, siendo la madera dorada una de las señas de identidad de Figoni et Falaschi.
Figoni et Falaschi también llegó a ser conocido por coordinar su trabajo con costureros de París, de modo que sus coches eran a menudo presentados en salones del automóvil y concursos de elegancia junto con modelos vistiendo trajes de alta costura y accesorios de moda emparejados con la decoración del coche en estilo y color. Ovidio Falaschi es citado viendo su empresa como un grupo de "verdaderos costureros del carrozado de automóviles, vistiendo y desnudando un chasis una, dos, tres veces y aún más antes de llegar a la línea definitiva que se quería dar al carrozado de alta costura de un chasis concreto". Según el experto del automóvil y restaurador francés de la época anterior a la Segunda Guerra Mundial, Ricardo Adatto, Figoni et Falaschi empleaba 2100 horas de trabajo para completar una de sus carrocerías.